# Carl Wilhelm von Düben
Carl Wilhelm von Düben, född den 2 februari 1724, död 29 december 1790, var en svensk greve, riksråd, hovman och kanslipresident. Carl Wilhelm von Düben var son till Joachim von Düben den äldre och Margareta Spegel. Vidare var han kusin till Henrik Jakob von Düben och sonson till Gustaf Düben den äldre.

## Karriär
Düben grundlade sin vetenskapliga bildning i Uppsala, där han i sin anförvant ärkebiskopen Jöns Steuchius hade en lika öm som säker handledare, och inskrevs 1742 som e. o. kanslist i kungliga kansliet. Sedan han 1747–1751 tjänstgjort som kommissionssekreterare i Berlin, utnämndes han 1751 till drottning Lovisa Ulrikas kammarherre, två år därefter till hennes handsekreterare och 1761 till överkammarherre. Förordnad 1763 till envoyé vid ryska hovet, utnämndes han följande året till hovkansler och 1769 till president i kammarrevisionen. 
I olikhet med sin kusin och svärfader Joachim von Düben den yngre, räknades Carl Wilhelm von Düben till Hattarna men var ej någon skarpare utpräglad partiman. I hög gunst hos Gustav III, blev han av honom 1788 utnämnd till riksråd med säte i kanslikollegium och befattning med de utländska ärendena. Efter rådskammarens upplösning 1789 insattes von Düben i konungens högsta domstol och stod därjämte i spetsen för kanslikollegium.
Den 20 mars 1786 blev von Düben hedersledamot av Kungliga Vitterhets Historie och Antikvitets Akademien..
von Düben var gift med sin kusins dotter, friherrinnan Ulrica von Düben, dotter till Joachim von Düben den yngre. Dottern Ulrica Eleonora var gift med en av rikets herrar, friherre Claes Rålamb. Sonen Gustaf var kammarherre och diplomat vid tysk-romerska rikets hov.

## Utmärkelser
- Kommendör av Nordstjärneorden, 1772.